# Rassemblement pour la démocratie et le progrès
Rassemblement pour la démocratie et le progrès er et politisk parti i Tchad, ledet af Lol Mahamat Choua, oprettet i 1992. 
| Politisk parti | Spire Denne artikel om et politisk parti eller gruppe er en spire som bør udbygges. Du er velkommen til at hjælpe Wikipedia ved at udvide den. |